# Леслі Мілн (хокеїстка на траві)
Леслі Мілн (англ. Leslie Milne, 17 жовтня 1956) — американська хокеїстка на траві.
Бронзова призерка Олімпійських Ігор 1984 року.